# Malvinas Argentinas (Córdoba)
Malvinas Argentinas es una ciudad argentina situada en el departamento Colón, provincia de Córdoba.
Se encuentra a 14 km al este del centro de la ciudad de Córdoba, comunicada por dos rutas pavimentadas, la nacional 19 y provincial A188.
Malvinas Argentinas está dividida en tres secciones. La Primera Sección está al norte y está separada de la Segunda Sección por la ruta provincial A188. Luego, la ruta nacional 19 divide la Segunda Sección de la Tercera Sección, que se encuentra al sur.
La población surgió con el tendido del ferrocarril General Belgrano, y tenía el nombre de "Estación km 711", hasta que en fecha 5 de agosto de 1983 la legislatura provincial le otorgó la denominación actual.
Malvinas Argentinas se encuentra organizada políticamente como municipio, pero debido a su proximidad a la ciudad de Córdoba, es prácticamente considerada un barrio dormitorio de esta.
A nivel de servicios educativos, dispone de tres escuelas de nivel primario en el área urbana, más dos escuelas secundarias y otras dos en la zona rural, en los parajes vecinos de Corazón de María y Tejeda.

## Población
Su población experimentó un importante crecimiento. El INDEC la considera integrante del "agloramerado urbano" Malvinas Argentinas - Jardín Arenales, siendo esta última una urbanización o barrio correspondiente al departamento Capital, y por lo tanto perteneciente al municipio de la ciudad de Córdoba.
Cuenta con 16,115 habitantes (Indec, 2022), lo que representa un incremento del 24% frente a los 12,187 habitantes (Indec, 2010) del censo anterior.
| Gráfica de evolución demográfica de Malvinas Argentinas entre 1991 y 2022 |
|                                                                           |
| Fuente: Censos nacionales del INDEC                                       |

## Ubicación

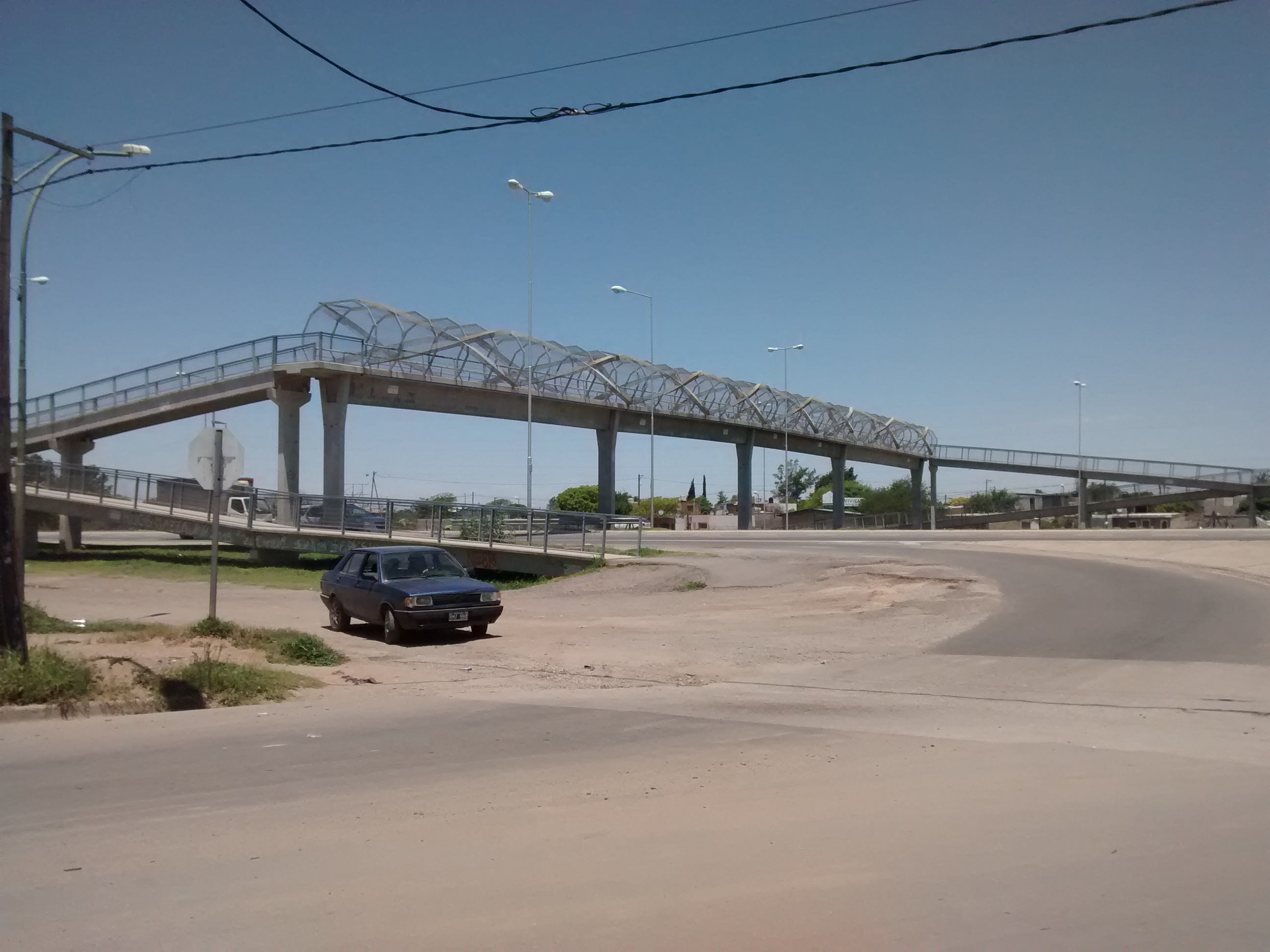
Puente Peatonal de Malvinas Argentinas sobre la RN19

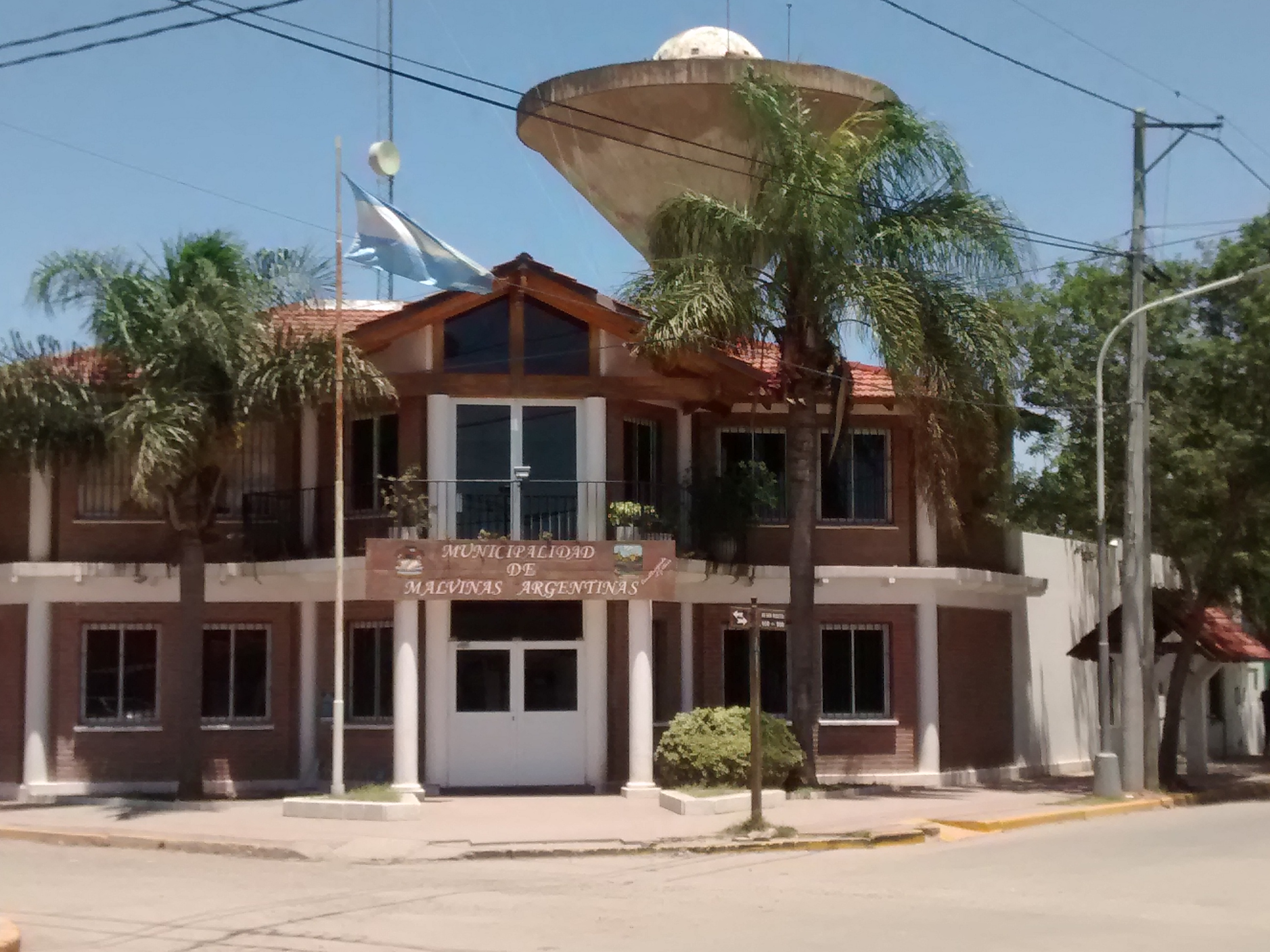
Municipalidad de Malvinas Argentinas

Malvinas Argentinas es una ciudad cordobesa situada en el departamento Colón, provincia de Córdoba, Argentina. Se encuentra  a 14 km al este del centro de la ciudad, comunicada por dos rutas pavimentadas, la nacional 19 y provincial A188.
Sus principales límites son: villa Esquiú al noroeste, barrio San Ramón hacia el sudoeste, barrio General Arenales y La Floresta. También limita con zonas rurales y sectores del Río Suquia.

## Historia

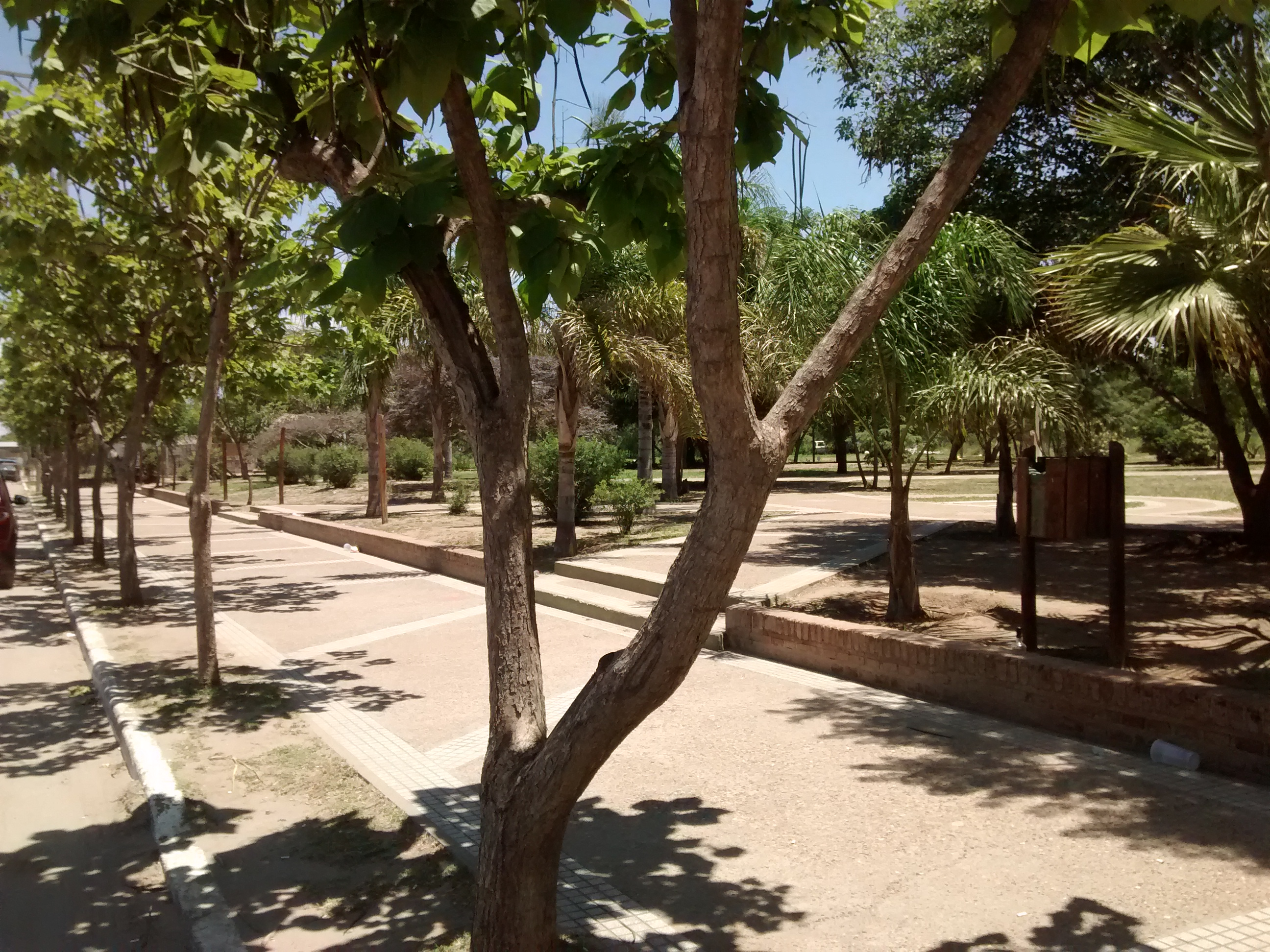
Vista de la plaza José de San Martín

Nace como un paraje o caserío a partir de la estación del ferrocarril ubicado a la par del camino a Monte Cristo. Los primeros lotes se dan por el año 1923 en la zona denominada actualmente primera sección, por aquellos  tiempos Villa Progreso. En 1934 se anexan los lotes de estancia La Floresta, actualmente segunda y tercera sección.
En aquel  entonces era denominado “Paraje km 711” debido a las vías férreas General Belgrano que lo atravesaba.
Es en el año 1953 que el senado y la Cámara de diputados por iniciativa del senador Julio Salusso sancionan la ley N.º.4385 mediante la cual denominan el paraje km. 711 como Malvinas Argentinas.
En 1983 se forma una comisión integrada por los delegados del lugar, con el objetivo de conseguir electricidad, obra que se concreta en 1984 previo convenio con EPEC, la cual  fue solventada con el aporte individual de los vecinos.
Esta comisión realizó otros proyectos como el de agua potable, conformándose para ello la Cooperativa de Aguas y Servicios Públicos, logrando el financiamiento de las obras a través del Banco Interamericano de Desarrollo.
Con el paso del tiempo las cuestiones de dominio comenzaban a preocupar, es así que en 1987 un grupo de vecinos se organiza para realizar gestiones pertinentes con el gobierno provincial y lograron que numerosos vecinos obtengan su título de propiedad en forma gratuita. Muchos de los terrenos hasta el momento habían sido adquiridos a través del gobierno provincial por medio de subsidios.

## Resistencia
El 18 de septiembre de 2013 los vecinos organizaron un acampe que logró frenar la construcción de la planta de semillas transgénicas de Monsanto.
En febrero de 2014 lograron detener legalmente las obras, en lo que representa el primer revés social y público de Monsanto en Argentina. La oposición vecinal liderada por Mazzalay atrajo una gran atención de la prensa nacional e internacional.
El movimiento, liderado por vecinos, ha contado con el apoyo de personalidades como el Papa Francisco, el premio Nobel de la Paz argentino Adolfo Pérez Esquivel o la periodista francesa Marie-Monique Robin, de artistas como Gustavo Cordera, Ricardo Mollo, Elena Roger, de las bandas Calle 13, Las Pelotas, Café Tacuba y de las organizaciones cívicas internacionales Avaaz y Greenpeace.

## Sismicidad
La sismicidad de la región de Córdoba es frecuente y de intensidad baja, y un silencio sísmico de terremotos medios a graves cada 30 años en áreas aleatorias. Sus últimas expresiones se produjeron:
- 22 de septiembre de 1908 (116 años), a las 17.00 UTC-3, con 6,5 Richter, escala de Mercalli VII; ubicación 30°30′0″S 64°30′0″O / -30.50000, -64.50000; profundidad: 100 km; produjo daños en Deán Funes, Cruz del Eje y Soto, provincia de Córdoba, y en el sur de las provincias de Santiago del Estero, La Rioja y Catamarca[4]

- 16 de enero de 1947 (78 años), a las 2.37 UTC-3, con una magnitud aproximadamente de 5,5 en la escala de Richter (terremoto de Córdoba de 1947)[3]

- 28 de marzo de 1955 (70 años), a las 6.20 UTC-3 con 6,9 Richter: además de la gravedad física del fenómeno se unió el desconocimiento absoluto de la población a estos eventos recurrentes (terremoto de Villa Giardino de 1955)

- 7 de septiembre de 2004 (20 años), a las 8.53 UTC-3 con 4,1 Richter

- 25 de diciembre de 2009 (15 años), a las 21.42 UTC-3 con 4,0 Richter